# Musée Airborne
L'Airborne Museum ou musée Airborne est un musée français consacré aux soldats venus par planeurs et aux parachutistes américains des 82e et 101e divisions aéroportées, qui furent largués en Normandie lors du Débarquement dans la nuit du 6 juin 1944 (opérations : Overlord, Neptune, Albany, Boston, Chicago). Principal lieu de visite concernant la Seconde Guerre mondiale dans le département de la Manche, il se situe à Sainte-Mère-Église, en Normandie.

## Présentation

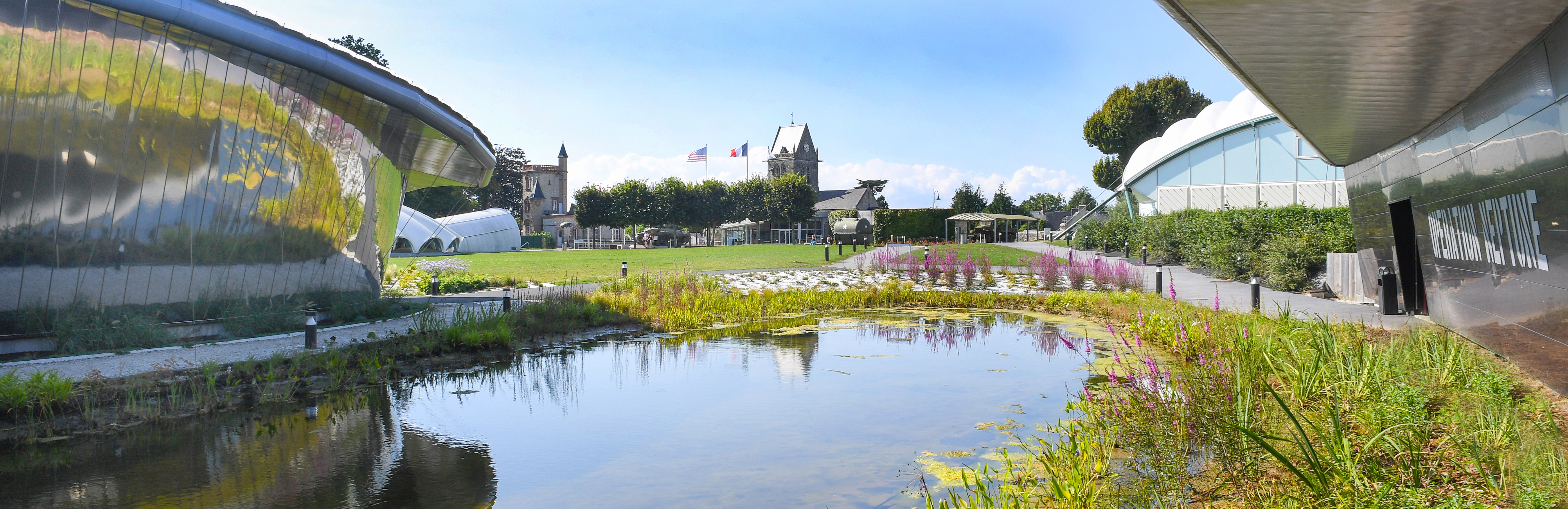
L'Airborne Museum.

Situé en Normandie dans le département de la Manche, à hauteur des plages du Débarquement et plus particulièrement d'Utah Beach, l'Airborne Museum est implanté depuis le 6 juin 1964 au cœur de Sainte-Mère-Église, devenue célèbre grâce au parachutiste John Steele qui était resté accroché à son clocher le 6 juin 1944 ainsi qu'au tournage du film Le Jour le plus long. Cet édifice est construit à l’endroit même de la villa détruite par l’incendie dans la nuit du 5 juin 1944 comme cela est relaté dans le film Le Jour le plus long.
Le musée a pour but de rendre hommage aux troupes aéroportées américaines des 82e et 101e divisions.
Entre 1956 et 1958, à l'initiative d'Alexandre Renaud, pharmacien, avec l'aide du maire de Sainte-Mère-Église Jean Masselin, le musée est édifié et reçoit un planeur Waco qui est restauré par l'atelier Salis à La Ferté-Alais. Le musée est inauguré le 6 juin 1964.
Une dizaine d'années plus tard, Philippe Jutras, vétéran américain et ancien sénateur dans l'état de Maine qui a quitté l'Amérique pour Sainte-Mère-Église, devient conservateur bénévole à temps plein du petit musée. Au cours des trois décennies suivantes, il développe et transforme le musée en l'un des principaux sites historiques de Normandie. Pour son travail et son dévouement, le gouvernement français l'a fait membre de la Légion d'honneur.
En 1983, le musée reçoit un avion de transport C-47 destiné au bâtiment C-47.
En 2014 sont construits les bâtiments "Opération Neptune" et le Centre de conférences Ronald-Reagan.
Grâce aux dons des habitants et des vétérans, la structure a pu constituer une collection riche et diversifiée.
Le musée est une association loi 1901 présidée par Marc Lefèvre et dirigée depuis 2013 par Magali Mallet.
Durant l'année 2023, le musée enregistre un record de fréquentation de 240 000 visiteurs.
Durant l'hiver 2023, le musée annonce la création d'un nouveau bâtiment destiné au planeur Waco qui posait un problème de taille dans l'ancien bâtiment, et la rénovation du bâtiment Waco. L'ouverture de ce nouveau bâtiment et de fin de la rénovation de l'ancien bâtiment Waco se tient le 8 mai 2024, ces deux nouveaux espaces ont été créés afin de célébrer le 80e anniversaire du débarquement. Ce qui rend le musée le plus grand musée de la Seconde Guerre mondiale en Normandie[réf. nécessaire].

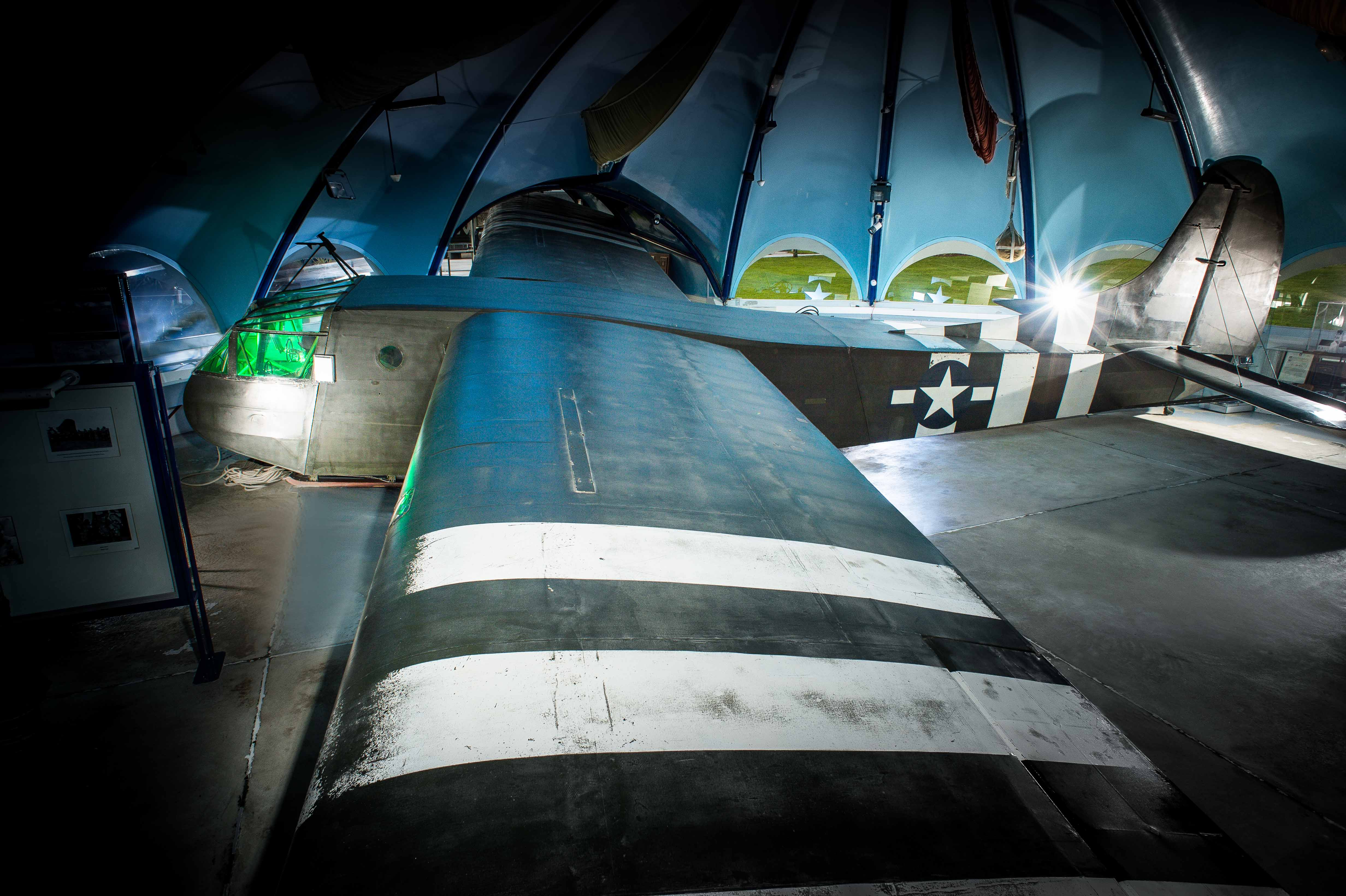
Planeur Waco du musée de Sainte-Mère-Église.

## Histoire

### Ancien bâtiment du planeur Waco, désormais pavillon Occupation.

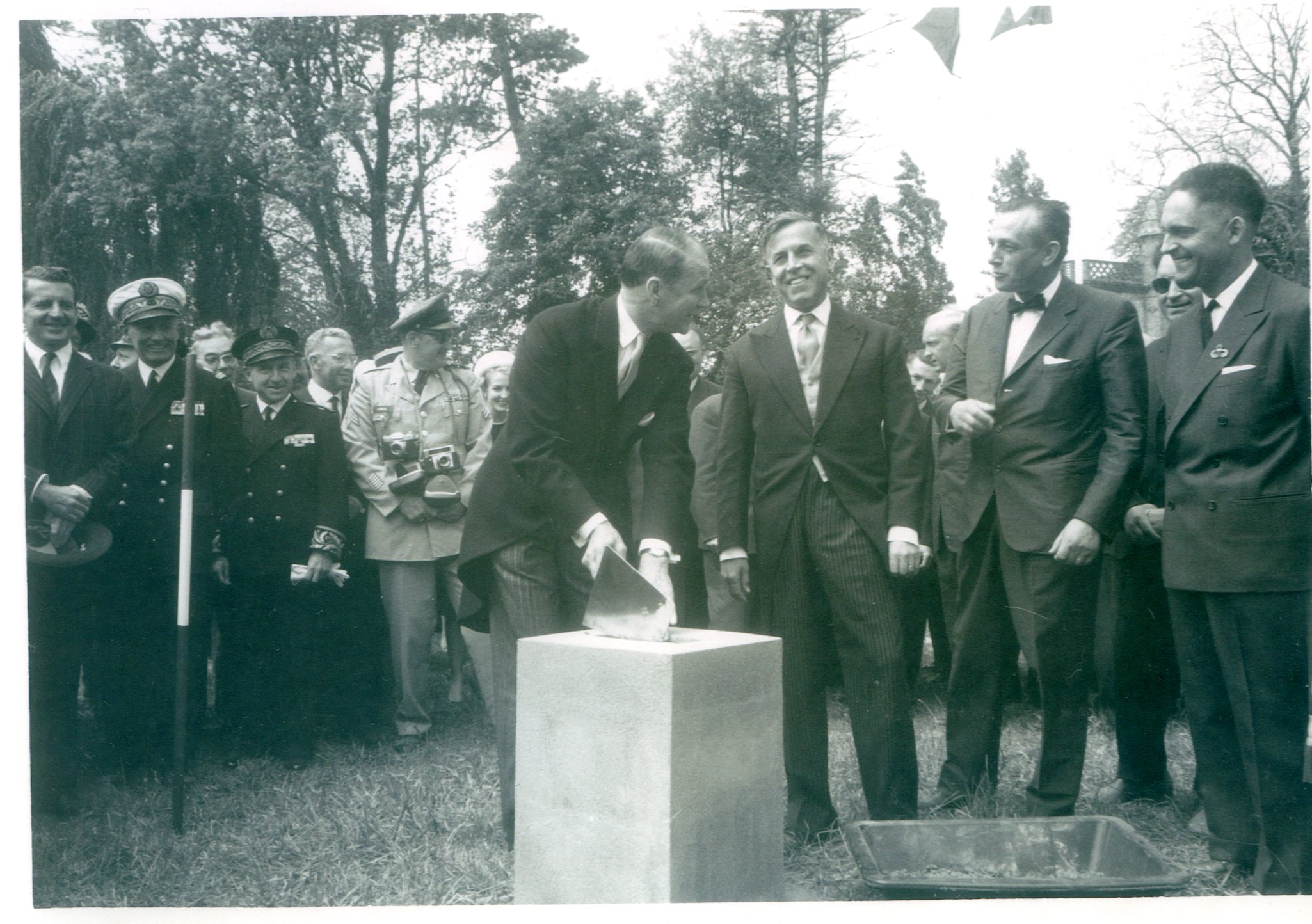
La première pierre posée par James M. Gavin le 6 juin 1963 avec le maire de Sainte-Mère-Église, Jean Masselin (à l'extrême droite de la photo).
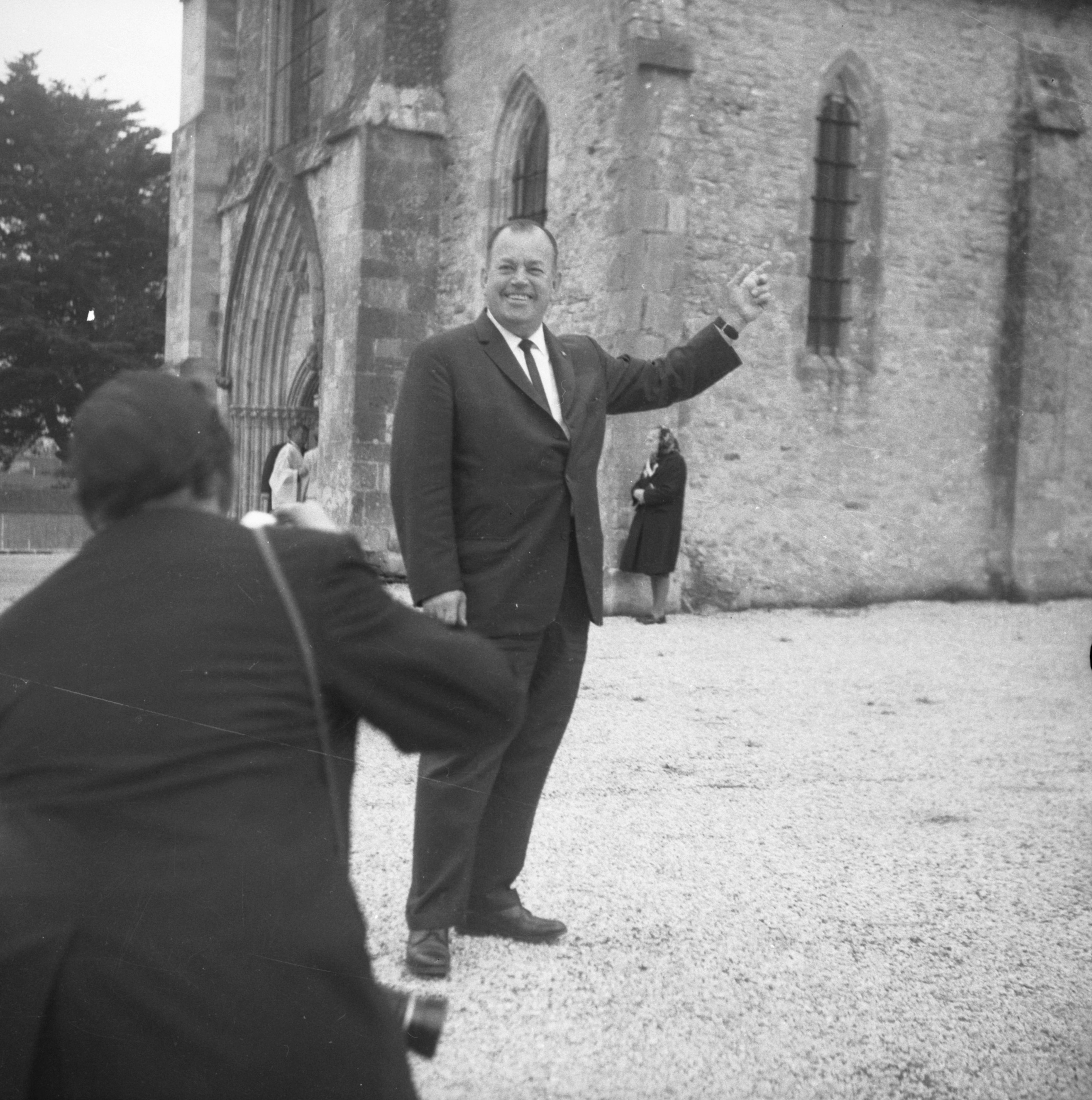
John Steele (parachutiste) retourne à l'église où il fut accroché au clocher durant la nuit du 5 juin 1944.
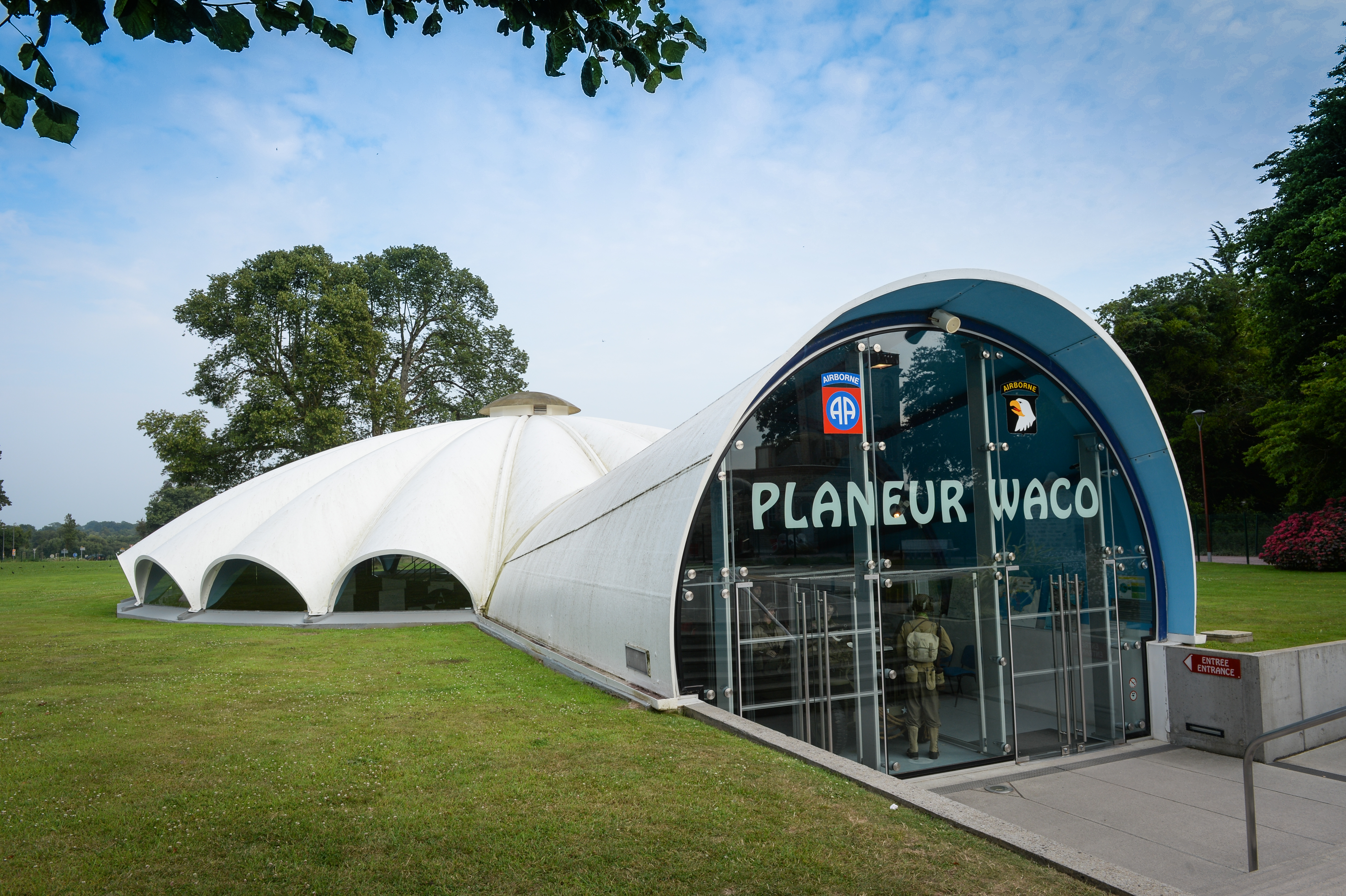
Le premier bâtiment a été ouvert en 1964 et porte le nom Planeur WACO.

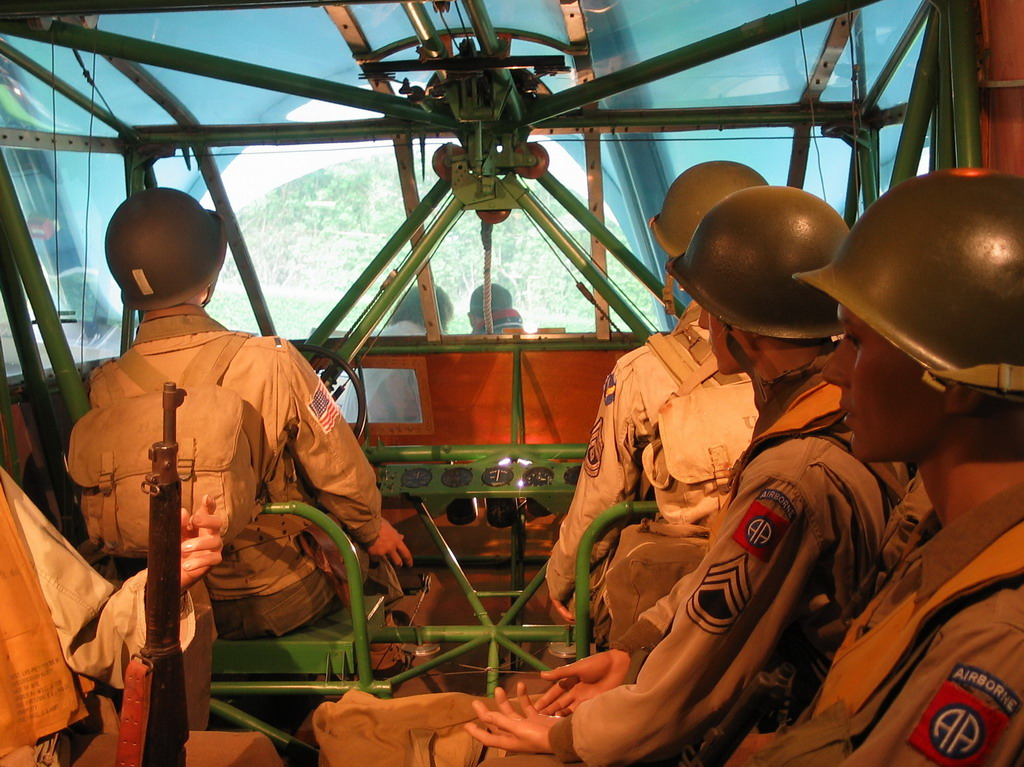
Cabine de pilotage du planeur Waco à l'Airborne Museum.

En 1964, afin d’honorer la mémoire des libérateurs, Jean Masselin, le général Ridgway (général commandant de la 82e division aéroportée en 1944) et le général James M. Gavin inaugurent, l’année du 20e anniversaire du Débarquement, un premier bâtiment en forme de parachute qui abrite un authentique planeur Waco, le seul exemplaire en France (un modèle CG4A de 1943). Le visiteur accède à l'intérieur du planeur, aux côtés des soldats qui s'apprêtent à s'envoler. Ces avions sans moteur ont eu un rôle d'une grande importance pendant les temps de guerre. Ils permettaient d'embarquer des gliders (en), des véhicules, des munitions et autres équipements militaires ainsi que des rations afin de nourrir les soldats. Le bâtiment contient également une grande variété d’articles d’époque qui ramènent le spectateur en temps de guerre.
Le mardi 17 mai 2022, Marc Lefèvre explique : « Il nous a paru nécessaire de faire évoluer ce bâtiment au niveau de sa thématique. Nous sommes ici au cœur de l’Histoire. Et les visiteurs nous posent la question de la vie à Sainte-Mère-Église à cette époque. Ce bâtiment sera donc rénové pour l’accueil des visiteurs et leur faire découvrir la vie de la commune, avant, pendant et après la guerre. »
Durant l'automne 2023, le musée annonce les dates de début de rénovation du bâtiment Waco maintenant nommé Carpentier, du nom de son architecte. Le mercredi 15 novembre, le planeur est démonté pour la première fois depuis la création du bâtiment. Après la période de travaux qui dure jusqu'à mai 2024, le bâtiment rénové ouvre de nouveau le 8 mai en même temps que le nouveau bâtiment Waco, le bâtiment Carpentier accueille désormais un pavillon sur l'occupation allemande du village durant la Seconde Guerre mondiale et la résistance locale.

### Pavillon C-47

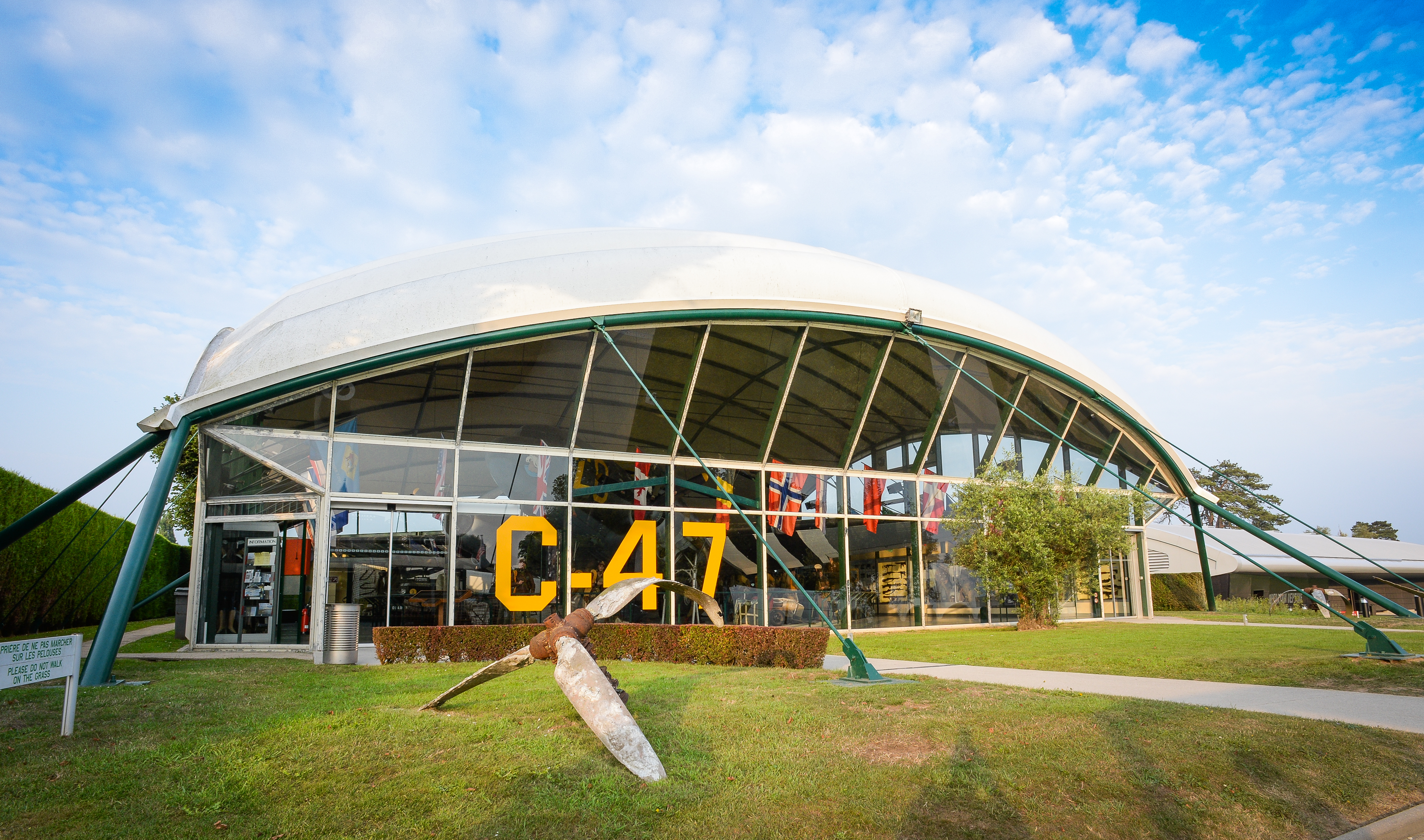
Le deuxième bâtiment est ouvert en 1984 et porte le nom de C-47.

En juin 1983, en présence de Bob Murphy (éclaireur de la 82e division aéroportée), a lieu l’inauguration d’un deuxième bâtiment en forme de parachute qui abrite un avion C-47. Ce dernier a lui-même participé aux opérations de largage sur Sainte-Mère-Église dans la nuit du 5 au 6 juin 1944 et dans les missions qui suivirent.
Ce bâtiment permet au public d'assister aux préparatifs de la plus grande opération militaire. Les visiteurs se retrouvent en Angleterre, le 5 juin 1944, au pied d'un véritable C-47. Ils peuvent également observer les différentes recrues du XXe siècle accompagnées du général Eisenhower avant le Débarquement et la bataille de Normandie.
Les visiteurs peuvent également se rendre dans la salle de projection dans laquelle un film de 20 minutes, Combat pour la Liberté, retrace la vie sous l'occupation allemande puis la libération de Sainte-Mère-Église et du Cotentin.
Durant l'automne 2020, le musée annonce le début de la rénovation du bâtiment qui sera fermé pendant six mois pour une réouverture prévue pour novembre 2021, avec pour finalité une toute nouvelle scénographie pour une meilleure immersion déjà bien présente.

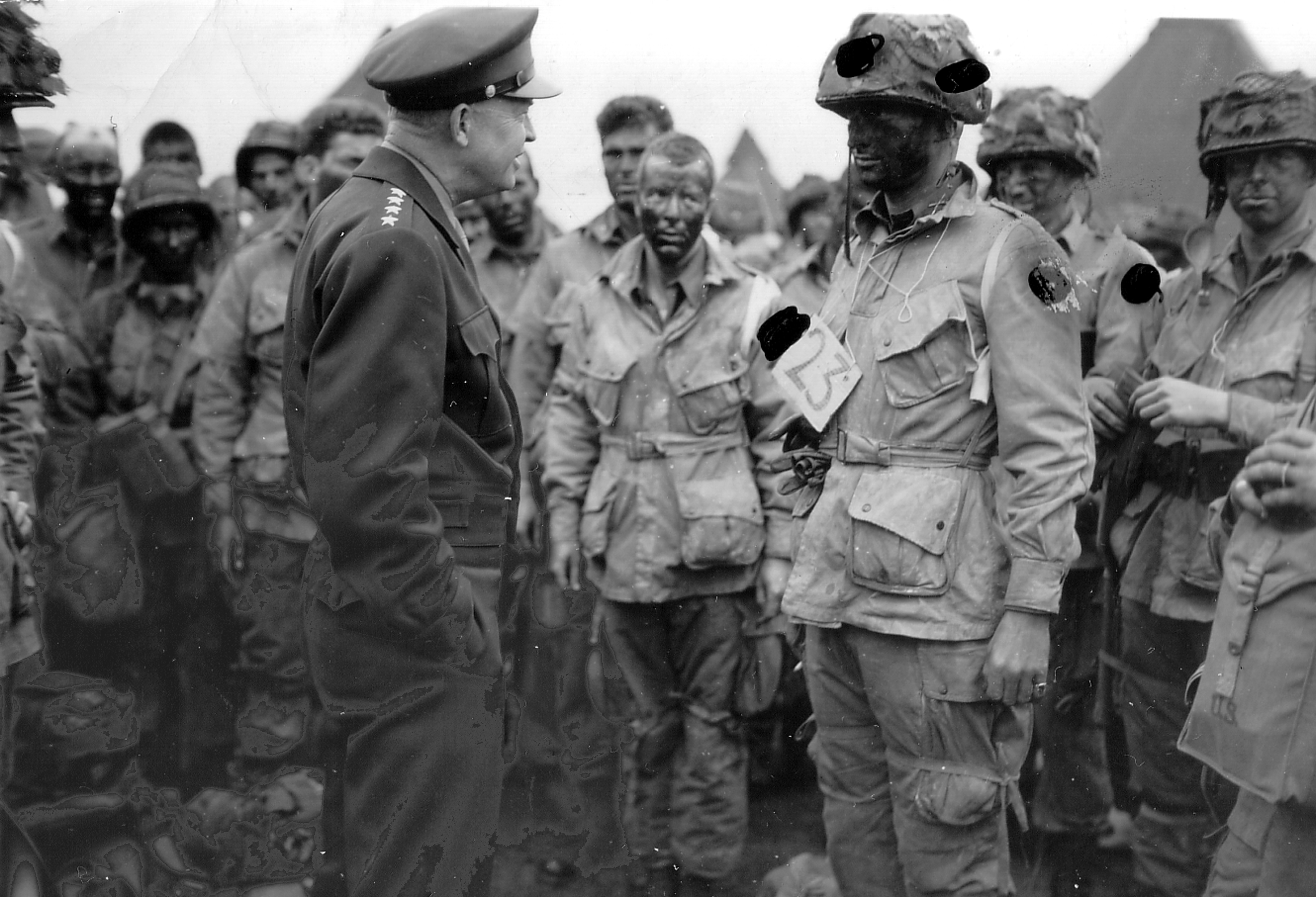
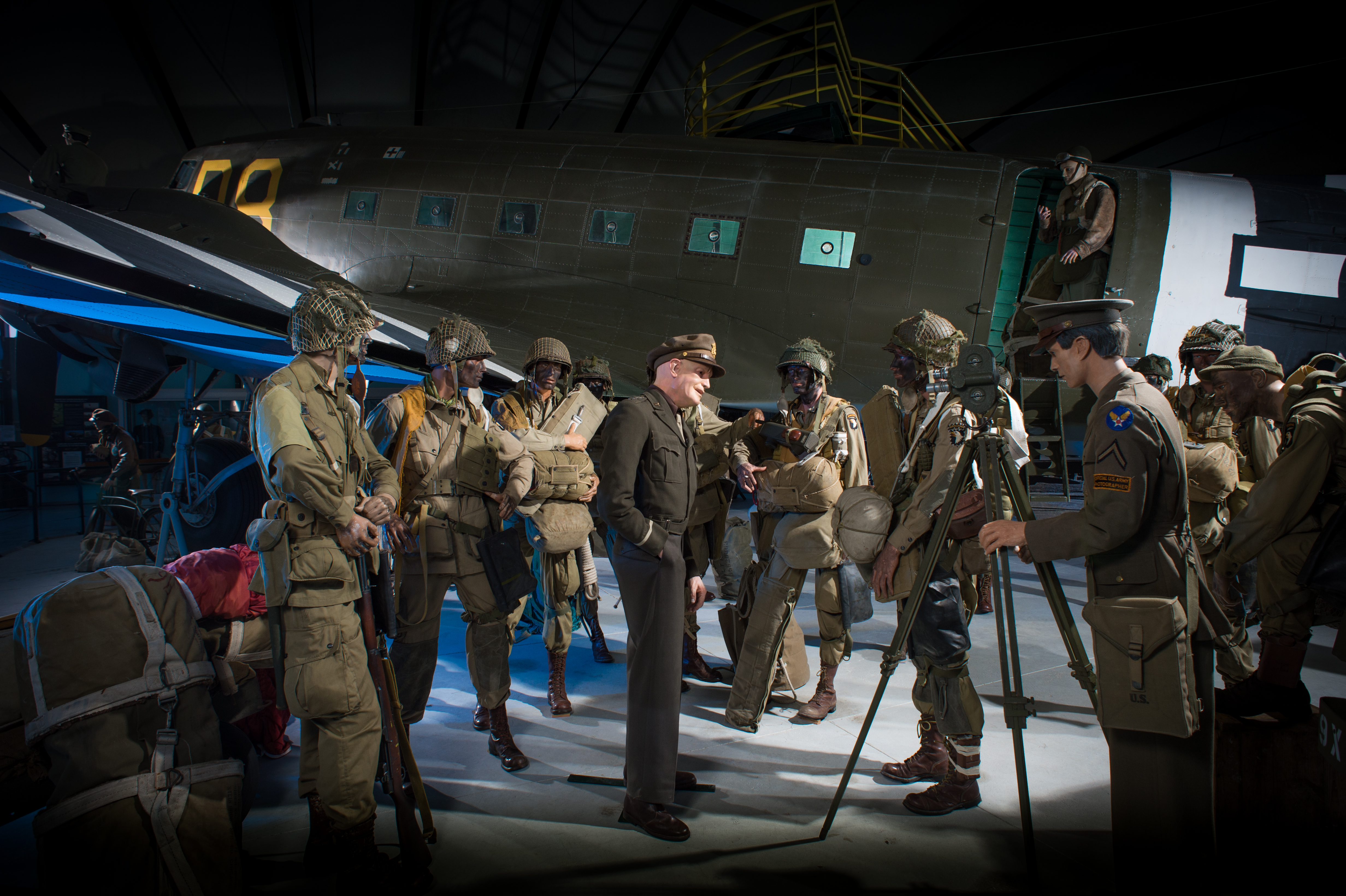

### Pavillon Opération Neptune

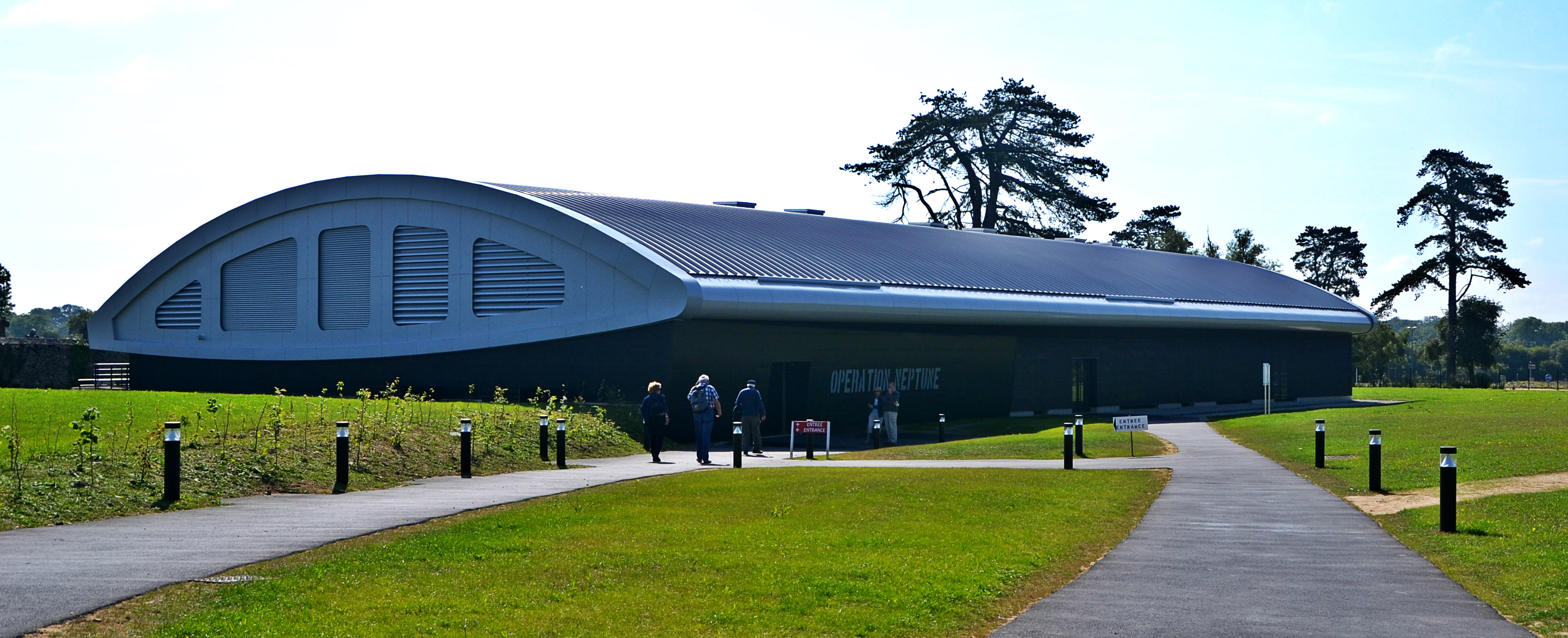
L'opération Neptune, phase d'assaut de l'opération Overlord, est le nom du troisième bâtiment de l'Airborne Museum.

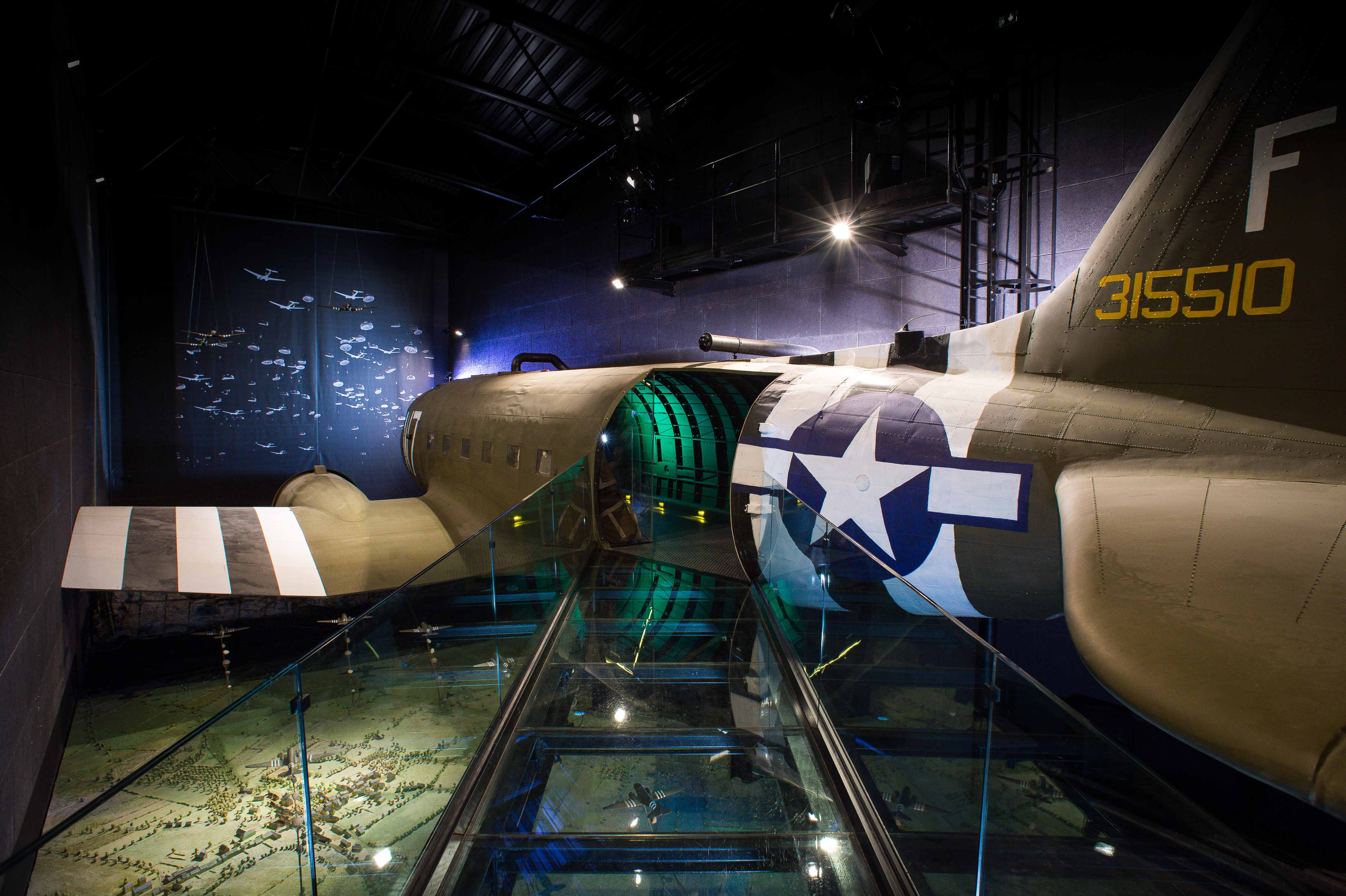
Embarquement dans un avion c-47 à l'Airborne Museum.

Le 4 mai 2013 est posée la première pierre du troisième bâtiment : le bâtiment « Opération Neptune ». Les travaux sont terminés en 2014 et il ouvre le 1er mai 2014. Son inauguration a lieu le 5 juin. En même temps a été agrandie la boutique « souvenirs ».
C’est lors du 70e anniversaire du Débarquement, que le troisième bâtiment baptisé Opération Neptune ouvre ses portes au public. Cette opération était la première phase d’assaut du plan Overlord (nom de code pour désigner la bataille de Normandie). Le bâtiment est inauguré en présence de vétérans de la Seconde Guerre mondiale.
D’une superficie de 1 200 m2, Opération Neptune est composé de salles informatives et de salles immersives qui, grâce à la scénographie très réaliste, permettent de faire l’expérience du Jour-J. Le visiteur est d’abord invité à embarquer dans un avion C-47, en Angleterre, le 5 juin 1944. Puis se déroulent la bataille de Sainte-Mère-Église, les combats dans les marais et la prise des ponts avant la bataille des Haies. La visite s’achève par un hall d’exposition dans lequel sont évoqués les cimetières provisoires aux alentours de Sainte-Mère-Église, l’évolution des tenues des parachutistes, les opérations qui suivirent le Débarquement en Normandie (Provence, Belgique, Pays-Bas…), la réconciliation franco-allemande,… Le visiteur peut aussi admirer un Piper Cub J3 Grasshopper, un avion léger de liaison, transport et observation, visible dans le film La Bataille des Ardennes, bataille qui eut lieu en décembre 1944.

## Centre de conférences Ronald-Reagan

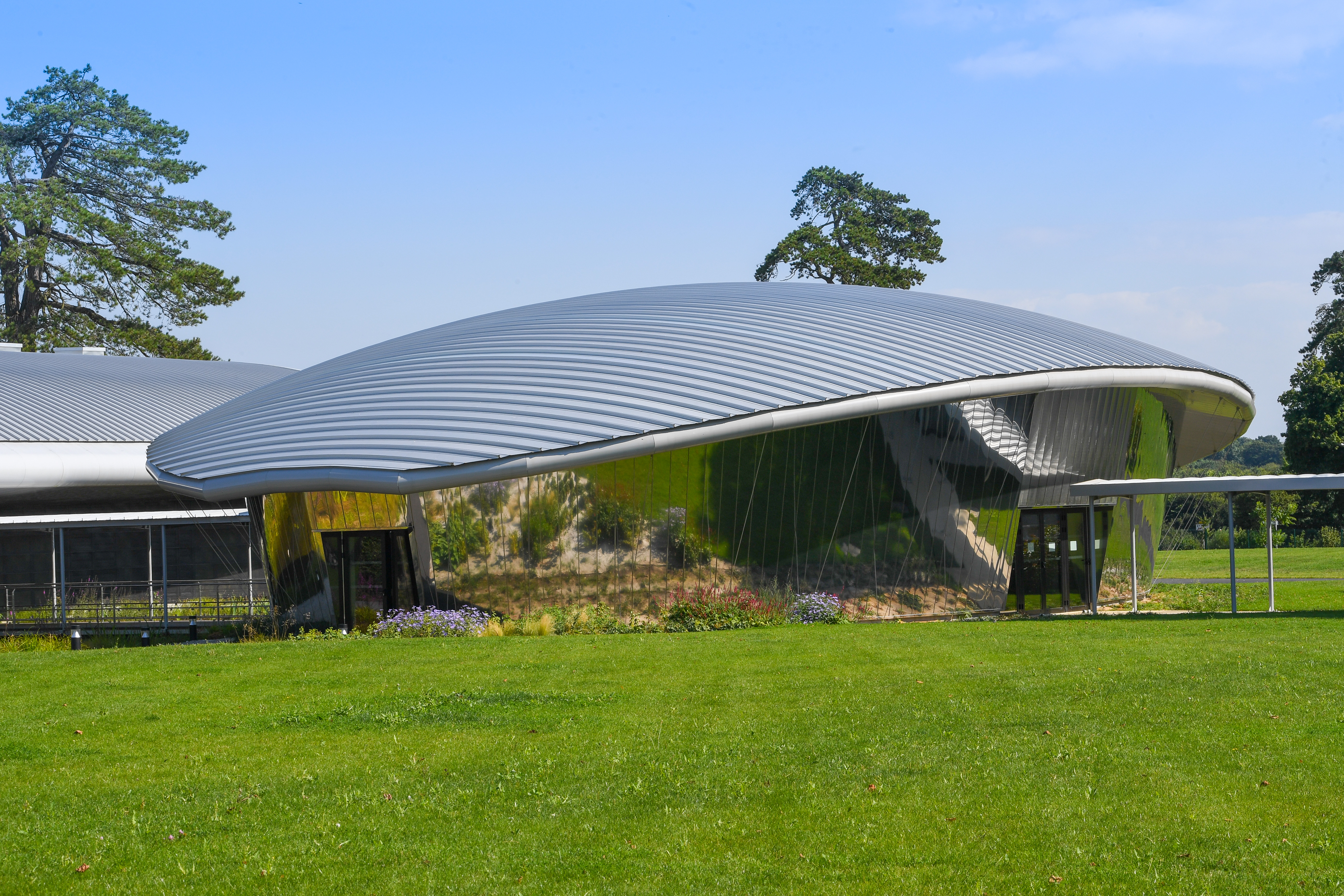
Centre de conférence Ronald-Reagan

Le 19 mai 2015 ont débuté les travaux d’un quatrième bâtiment qui viendra s’annexer à l’Opération Neptune, le centre de conférences Ronald-Reagan.
Le 19 mai 2016, l’Airborne Museum a ouvert ce nouvel édifice qui a pour but d’abriter une grande salle de cinéma de 120 places, des expositions temporaires, des conférences, des séminaires,.

## Pavillon WACO
Dans le cadre de son projet d’extension-rénovation, l’Airborne Museum a fait bâtir depuis février 2023 ce qui est le 5ème bâtiment du musée, le nouveau pavillon WACO. L’ancien bâtiment WACO était en effet trop étroit et ne permettait pas de correctement mettre en valeur le planeur du musée.  Le nouveau bâtiment de 1200m2 ouvre le 8 mai 2024.

## Collections
Le musée conserve plus de 10 000 objets. Les pièces maitresses pourraient être par exemple le planeur Waco, l’avion C-47, le casque du général Gavin, les bottes du général Ridgway, la veste du général Collins et les décorations de John Steele. La totalité de ces articles remonte à la Seconde Guerre mondiale et sont en particulier ceux qu’utilisaient les parachutistes lors de leur saut sur Sainte-Mère-Église dans la nuit du 5 au 6 juin ainsi que pendant la bataille de Normandie. Bien que le musée présente principalement les équipements américains d’époque, le visiteur découvre également le matériel militaire allemand du XXe siècle. L’Airborne Museum est composé d’une centaine de mannequins en uniformes afin de présenter les différents types de personnels. Ces dernières années, le musée s'est attaché à proposer à ses visiteurs des scènes réalistes et immersives afin que le visiteur ait l'impression de vivre les évènements du débarquement en Normandie.

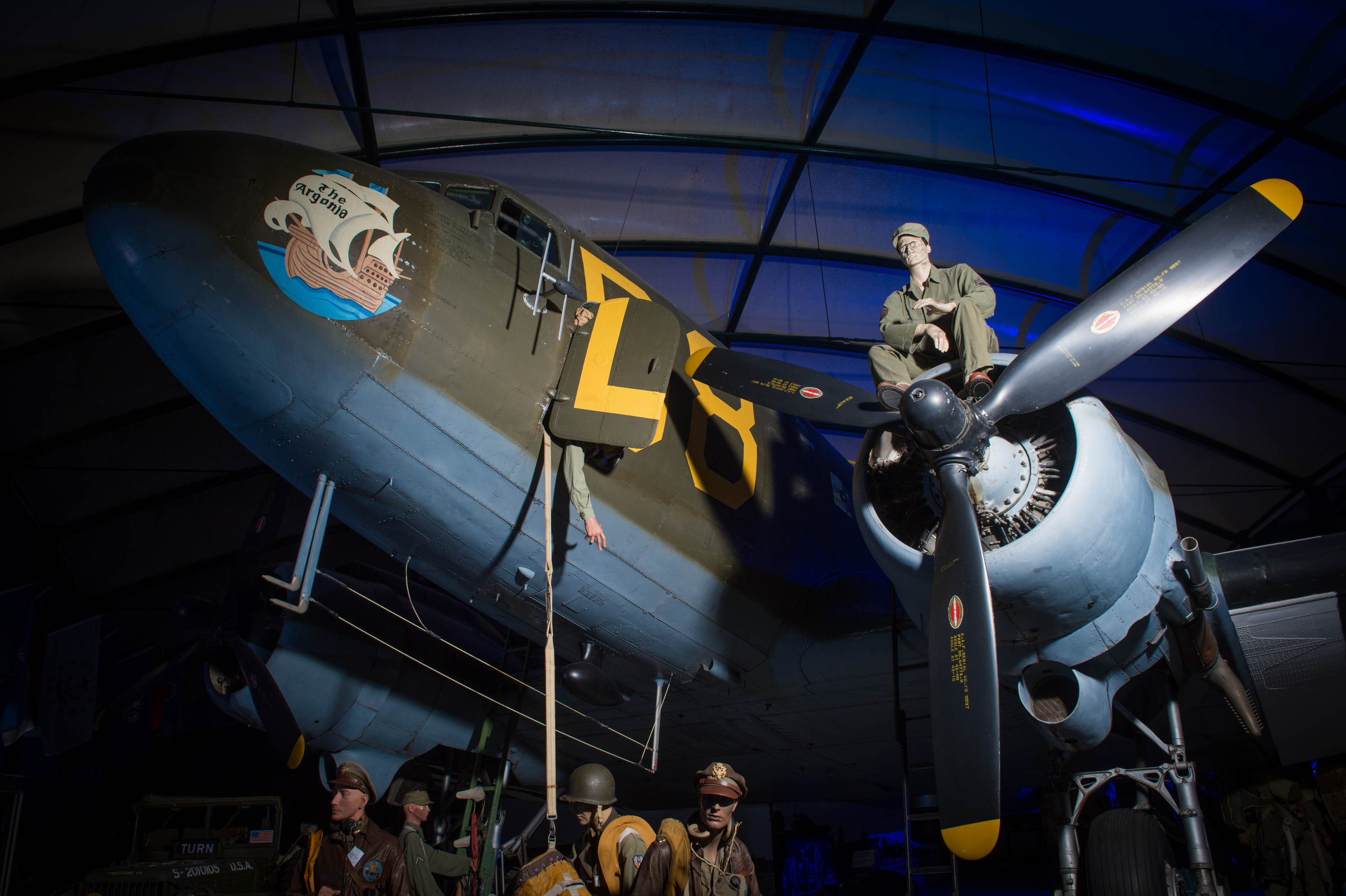
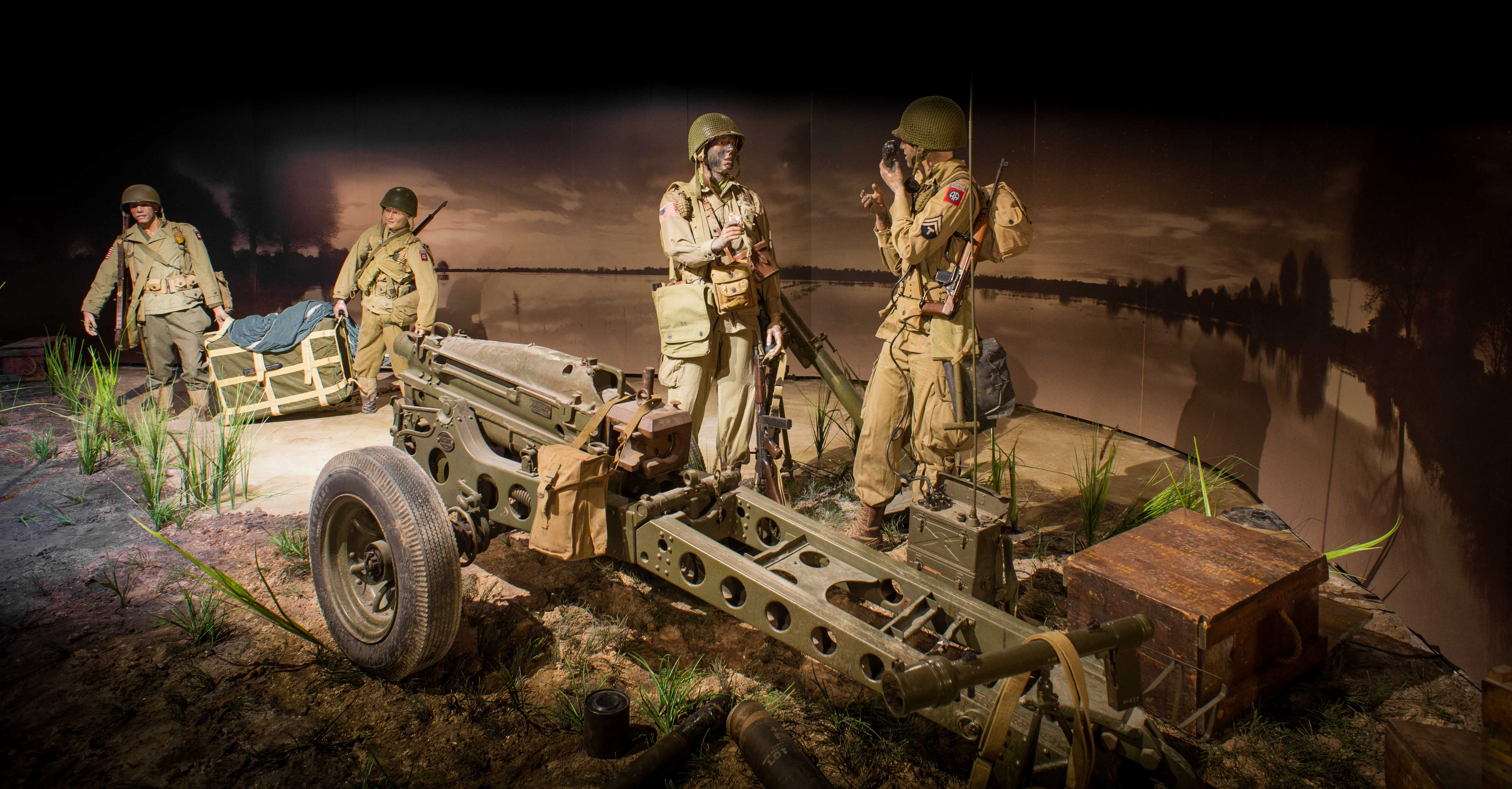